# Sopaf
Sopaf S.p.A. è stata una società per azioni italiana operativa nel settore del private equity e del venture capital, quotata fino al 2012 alla Borsa di Milano, segmento Standard (SPF.MI, ISIN: IT0003836720). Nel 2012 è stata messa in liquidazione e nel 2013 é finita in concordato preventivo a fronte di passività complessive potenziali di circa 180 milioni di euro.

## Storia
Sopaf viene fondata a Milano il 10 settembre 1980 come So.Pa.F. Società Partecipazioni Finanziarie da Giovanni Jody Vender, che controllerà l'azienda con il 29.99% tramite una sua finanziaria, Ven. Fin. È una delle prime società in Italia a operare nel campo del private equity e del venture capital, attività poco conosciute in quegli anni. Opera anche nell'intermediazione dei servizi finanziari, nella gestione dei patrimoni e nell'immobiliare attraverso le controllate Pasfin, Finnova e Gifim, opera sui mercati esteri attraverso la controllata lussemburghese Sopaf International, porta in Borsa una serie di società: Costa Crociere, Marangoni, Maffei, Carraro, Teleco Cavi, Castelgarden, Sodi, altre ancora. Acquisisce partecipazioni nella Mondadori (amico di Mario Formenton contribuisce a dare vita a Retequattro), nella Pierrel, nella Caffaro, nella Zerowatt, nella Rinaldo Piaggio Aeronautica, in Assiteca. Compra e vende perché la quota maggiore dei profitti viene dall'acquisizione e cessione di partecipazioni. Controlla poi Finagel (marchi Brina e Marepronto), Redaelli Tecnica, nel 1993 rileva dalla Pirelli per 103 miliardi di lire (circa 50 milioni di euro), con in più i debiti, la Superga di Torino, un'azienda di scarpe sportive ma i risultati sono così poco soddisfacenti da doverla in seguito cedere.
Nel 2005 Sopaf, che in bilancio registra una perdita di quasi 27 milioni di euro, procede alla fusione per incorporazione di LM ETVE S.p.A., una società della famiglia Magnoni (i fratelli Ruggero, manager di spicco della Lehman Brothers che poi fallirà nell'ottobre 2008, Giorgio e Aldo) che tramite Acquablu S.r.l. diventerà il nuovo azionista. Nel consiglio d'amministrazione, in cui Vender resta come vicepresidente, entrano personaggi importanti come Adriano Galliani, Giancarlo Boschetti, Renato Cassano. Nel 2006 diventa semplicemente Sopaf.
Numerose le operazioni, non sempre finite bene. Tra le altre: entra con il 16% nel gruppo bancario Delta, una società bolognese specializzata nel credito al consumo, nata nel 2002, controllata dalla Cassa di Risparmio della Repubblica di San Marino e commissariata in seguito ad un'inchiesta penale della magistratura per riciclaggio. In un'altra occasione Sopaf prende il controllo di Banca Network Investimenti, una piccola banca milanese (28.000 correntisti e 69 dipendenti) nata alla fine del 2003 da una costola della Popolare di Lodi di Giampiero Fiorani, focalizzata sull'attività dei promotori finanziari e messa in amministrazione straordinaria dalla Banca d'Italia nel novembre 2011 nonostante un aumento di capitale da 2,5 milioni di euro varato pochi mesi prima da Sopaf per assicurare la continuità aziendale. Nel luglio 2012 Banca Network finisce in liquidazione coatta amministrativa. Con pesanti conseguenze sui conti della Sopaf: indebitamento di oltre 100 milioni e patrimonio negativo per una cinquantina di milioni.
Nel settembre 2012 la maggioranza del pool di creditori, composto dalle banche guidate da UniCredit e dagli obbligazionisti, presenta istanza di fallimento.  La famiglia Magnoni non si rende disponibile ad un aumento di capitale come richiesto dalle banche per ristrutturare il debito e sceglie la soluzione della liquidazione volontaria. Il consiglio di amministrazione di Sopaf dichiara sciolta la società, che entra in liquidazione e in concordato preventivo. I liquidatori: Claudio Testa, Lorena Ponti, Paolo Silvio Jorio.
Nel 2017 i vertici della Sopaf saranno condannati.